# Metodi Ananiev
Pour les articles homonymes, voir Ananiev (homonymie).
Metodi Ananiev est un joueur bulgare de volley-ball né le 17 février 1986 à Sofia. Il mesure 2,02 m et joue réceptionneur-attaquant. Il totalise 25 sélections en équipe de Bulgarie.

## Clubs
| Club              | De        | À         |
| ----------------- | --------- | --------- |
| Levski Sofia      | 2003-2004 | 2006-2007 |
| Gabeca Pallavolo  | sep 2007  | oct 2007  |
| Levski Sofia      | oct 2007  | mai 2008  |
| Petrochimi Burgas | 2008-2009 | 2009-2010 |
| Callipo Sport     | 2010-2011 | 2010-2011 |
| AZS Olsztyn       | 2011-2012 | 2012-2013 |
| Rennes Volley 35  | sep 2013  | déc 2013  |
| Paykan Téhéran    | jan 2014  | ...       |

## Palmarès
- Championnat de Bulgarie (3)
  - Vainqueur : 2004, 2005, 2006
- Coupe de Bulgarie (2)
  - Vainqueur : 2005, 2006